# Kerkhof van Wambeek
Het Kerkhof van Wambeek is een gemeentelijke begraafplaats gelegen in het Belgische dorp Wambeek. Het kerkhof ligt in het dorpscentrum rond de Sint-Remigiuskerk. 
Aan de zuidwestelijke kant van de kerk liggen 25 graven van oud-strijders uit de Eerste Wereldoorlog.
Tegen de noordelijke zijgevel staat een gedenksteen met de namen van twaalf gesneuvelde dorpsbewoners uit de Eerste en één uit de Tweede Wereldoorlog. Er staat ook een gedenksteen voor een Britse soldaat (pivate Brown) die hier op 18 november 1918 zou gestorven zijn maar van wie men niet weet waar hij begraven ligt.

## Brits graf
Op het kerkhof ligt het graf van Ronald Douglas Barbour, soldaat bij het East Surrey Regiment die overleed op 16 november 1918. Zijn graf staat bij de Commonwealth War Graves Commission geregistreerd onder Wambeek Churchyard.